# 照官村
照官村是中华人民共和国陕西省咸阳市武功县小村镇所辖的一个行政村。该行政村包含西照官、南照官两自然村。全行政村503户、人口1947人、分为8 个村民小组。耕地面积1403亩。行政区划代码610431106229。